# Кикалейшвили, Мамука Андреевич
Мамука Андре́евич Кикалейшви́ли (груз. მამუკა ანდრეის ძე კიკალეიშვილი; 10 августа 1960, Тбилиси — 3 мая 2000, Москва) — советский, грузинский и российский актёр театра и кино, кинорежиссёр. Лауреат Государственной премии Азербайджанской ССР (1991).

## Биография
Родился в Тбилиси 10 августа 1960 года в семье актрисы Тбилисского Драматического театра им. Руставели, заслуженной артистки Грузинской ССР, Лейлы Абрековны Дзиграшвили и зам. директора этого театра Андрея Михайловича Кикалейшвили. В 1981 году окончил актёрский факультет ТГИТИ им. Ш. Руставели. До 1984 года работал в Тбилисском академическом театре им. К. Марджанишвили. Известность получил после фильма азербайджанского режиссера Вагифа Мустафаева «Мерзавец».
С 1984 года снимался на киностудии «Грузия-фильм».
В 1988 году на Международном Кинофестивале в Габрово (Болгария) он получил приз как лучший комедийный актёр.
В 1994 году дебютировал как режиссёр, поставив вместе с Левоном Узуняном фильм «Падший ангел».
Из-за неприятия националистических идей звиадизма был вынужден переехать из Тбилиси в Москву, где работал атташе по культуре посольства Грузии в России. Также Мамука Кикалейшвили работал в попечительском совете Всероссийского общественного фонда им. Николая Озерова.
В последние годы жизни Кикалейшвили работал над созданием собственного юмористического телешоу «У Мамуки», идея которого родилась ещё при жизни Влада Листьева, кое-что уже успели отснять, но проект был прекращён из-за смерти артиста.
Утром 26 апреля 2000 года в службу «03» поступило сообщение от жены Мамуки, что её муж без сознания. «Скорая» застала актёра сидящим без сознания на кровати, а рядом с ним находилась опустошённая коробка из-под снотворного. Неделю врачи в институте им. Склифосовского боролись за жизнь актёра, но Мамука, не приходя в сознание, скончался от передозировки снотворного 3 мая 2000 года в Москве не дожив более 3 месяцев до своего юбилейного 40-летия. Похоронен в Тбилиси, на Вакийском кладбище.

## Личная жизнь
Мамука Кикалейшвили был дважды женат, от первого брака есть сын Андро.

## Фильмография

### Актёр
1. 1982 — Необыкновенный рейс — Бидзина, водитель автобуса
2. 1982 — С тех пор, как мы вместе — Мамука, двоюродный брат Рамаза
3. 1984 — Белая роза бессмертия — придворный
4. 1984 — Рассказ бывалого пилота — незнакомец
5. 1985 — Господа авантюристы — Фрэнк Джексон
6. 1985 — Мужчины и все остальные
7. 1988 — Житие Дон Кихота и Санчо — Санчо Панса
8. 1988 — Мерзавец — Хатам
9. 1989 — Руанская дева по прозвищу Пышка — Карре-Ламадон, виноторговец
10. 1990 — Аферисты — Филимон
11. 1990 — Гулять так гулять. Стрелять так стрелять… — Каро
12. 1990 — Мистификатор
13. 1990 — Паспорт — Мойша Сепиашвили, торговец нижним бельём
14. 1990 — Ох, этот ужасный, ужасный телевизор — Гугули Джаши
15. 1991 — Блуждающие звёзды — Гоцмах, режиссёр
16. 1991 — Болотная street, или Средство против секса — Прокопенко
17. 1992 — Безумные макароны, или Ошибка профессора Бугенсберга[2] — Максимус Пайка
18. 1992 — На Дерибасовской хорошая погода, или На Брайтон-Бич опять идут дожди — грузинский мафиозо Лаврентий Цуладзе, владелец казино
19. 1992 — Нулевой вариант — майор милиции Георгий Голидзе
20. 1993 — Падший ангел (Великолепный II) — Мамука, кинорежиссёр
21. 1994 — Браво, Джордано Бруно
22. 1994 — Кофе с лимоном
23. 1994 — Простодушный — сын судьи
24. 1994 — Блюз
25. 1994 — Чонгури (короткометражный)
26. 1996 — Карнавальная ночь 2 — бухгалтер
27. 1997 — История про Ричарда, Милорда и прекрасную Жар-птицу — торговец на рынке
28. 1997 — Принцесса на бобах — Жора
29. 1999 — Д.Д.Д. Досье детектива Дубровского — Леонид Баблуани, владелец похоронного бюро, второй муж Надежды
30. 1999 — Что сказал покойник? — Беркович
31. 2000 — Вместо меня — бизнесмен Жора
32. 2000 — Москва — знаменитость
33. 2000 — Старые клячи — владелец овощной палатки «Паук»
34. 2001 — Горе-злосчастье

### Режиссёр
- 1993 — Падший ангел (Великолепный II)

## Награды
- Государственная премия Азербайджанской ССР за 1990 год (26 мая 1991 года) — за художественный фильм «Мерзавец» производства киностудии «Азербайджанфильм» имени Д. Джаббарлы[3].